# Larry King
Ne doit pas être confondu avec Meurtre de Larry King.
Pour les articles homonymes, voir King.
Lawrence Harvey Zeiger, mieux connu sous son nom de scène de Larry King, est un journaliste, animateur de radio et de télévision américain né le 19 novembre 1933 à New York et mort le 23 janvier 2021 à Los Angeles.
Il est reconnu aux États-Unis comme l'un des plus grands interviewers des temps modernes. Il a réalisé plus de 40 000 interviews avec des personnalités politiques, des sportifs, des gens du milieu du spectacle et du cinéma et autres personnalités faisant l'objet de l'attention médiatique.
Il débute à la radio dans les années 1950 comme journaliste local en Floride et intervieweur dans les années 1950 et 1960. Il se fait ensuite mieux connaître quand il présente à partir de 1978 une émission de radio à l'échelle nationale, diffusée durant toute la nuit. Il s'impose par la suite avec son émission de talk-show intitulée Larry King Live, diffusée sur l'antenne de CNN à partir de 1985.
Le 29 juin 2010, il annonce l'arrêt de son émission bien qu'il continue à animer quelques émissions spéciales,. Au début de septembre, CNN confirme son remplacement par Piers Morgan et que la dernière émission de King sera diffusée le 16 décembre,.
De 2012 à 2020, il anime le Larry King Now, diffusé sur Hulu, Ora TV (en) et RT America. De 2013 à 2020, il continue à animer Politicking with Larry King, un talk-show politique hebdomadaire diffusé chaque semaine sur les deux mêmes chaînes.

## Biographie

### Jeunesse
Lawrence Harvey Zeiger est le fils de Jennie (née Gitlitz), une ouvrière de l'industrie du vêtement, et de Edward Zeiger, un propriétaire de  restaurant. Les parents de Larry sont des immigrés juifs de Biélorussie,, qui s'installent aux États-Unis à New York dans le quartier de Brooklyn, où Larry naît et grandit. Sa famille était très pratiquante, pourtant il deviendra plus tard agnostique.
Son père meurt à l'âge de 44 ans des suites d'une maladie du cœur, alors que Larry a 9 ans. Sa mère doit faire appel aux services sociaux pour faire vivre Larry et son jeune frère. La mort de son père affecta grandement Larry, lui faisant perdre tout intérêt pour l'école, et ruinant ses chances d'entrer à l'université.
Après l'obtention de son diplôme secondaire, il travaille pour aider financièrement sa mère. Depuis son plus jeune âge, il voulait faire de la radio.

### Mariages
Larry King a été marié sept fois, dont deux avec la même femme. Son premier mariage fut avec sa petite amie de l'université, Freda Miller, en 1951 à l'âge de 18 ans. Leur union s'est interrompue l'année suivante sur injonction de ses parents, qui ont fait annuler le mariage.
Il épouse ensuite brièvement Annette Kaye qui donne naissance à son premier fils, Larry Jr., en novembre 1961. Le journaliste attend que son fils atteigne la trentaine avant de le rencontrer pour la première fois. Larry Jr. et sa femme, Shannon, ont trois enfants.
En 1961, il se marie avec sa troisième femme, Alene Akins, une Bunny girl, ce qui veut dire qu'elle travaillait dans une des boîtes de nuit que possédait le magazine Playboy. Ensemble ils ont un fils du nom d'Andy en 1962. Ils divorcent l'année suivante. En 1963, il épouse sa quatrième femme, Mary Francis "Mickey" Sutphin, qui le quitte en 1967. La même année, il se remarie avec Alene Akins, avec qui il a un second enfant, Chaia, en 1969. Ils divorcent une nouvelle fois en 1972. En 1997, Dove Books publie un livre écrit par King et par sa fille Chaia, Daddy Day, Daughter Day  (ISBN 0787112232). Destiné aux jeunes enfants, ils y règlent leurs comptes de façon humoristique à propos de son divorce avec la playmate.
Le 25 septembre 1976, il épouse sa cinquième femme, l'enseignante de mathématiques et assistante-producteur Sharon Lepore. Ils se séparent en 1983.
Il rencontre ensuite la femme d'affaires Julie Alexander à l'été 1989 et lui propose de l'épouser pour la première fois le 7 août 1989. Elle devient sa sixième femme le 7 octobre 1989 lorsqu'ils se marient à Washington. Ils se séparent en 1990 avant de divorcer en 1992. Il fréquente ensuite l'actrice Deanna Lund en 1995.
Il épouse sa septième et dernière femme, Shawn Southwick, née en 1959 (et donc de 26 ans sa cadette) sous le nom Shawn Oro Engemann, une ancienne chanteuse et animatrice de télévision des années 1960 et comme sa troisième femme, une ancienne bunny girl du magazine Playboy, le 5 septembre 1997 dans la chambre d'hôpital de Larry King à Los Angeles, trois jours avant qu'il ne se fasse opérer d'un caillot de sang qui lui bouchait une artère. Ensemble ils ont deux enfants : Chance, née en mars 1999 et Cannon, née en mai 2000.
Larry King est aussi le beau-père de Danny Southwick, un quaterback de football américain. À leur dixième anniversaire de mariage, en septembre 2007, Shawn s'est vanté être sa seule femme à être restée assez longtemps pour que son anniversaire de mariage s'écrive avec deux chiffres. Ils divorcent le 14 avril 2010, mais arrêtent finalement les procédures en déclarant « nous aimons nos enfants, nous nous aimons, nous aimons être une famille. C'est tout ce qui compte pour nous ». Shawn a fait une tentative de suicide en mai 2010 en ingérant une grande quantité de comprimés (dont des antidépresseurs).
En juillet 2009, invité sur le plateau de l'émission de Conan O'Brien, le Tonight Show, Larry King déclare qu'il souhaite être conservé par cryogénisation après sa mort, comme il l'avait révélé dans son livre My Remarkable Journey (« Mon remarquable voyage »)  (ISBN 1602860866).

### Carrière

#### Radio et télévision à Miami
Un animateur de CBS, que King rencontra par hasard, lui suggéra d'aller en Floride, un marché radiophonique en expansion où des opportunités existaient encore pour des personnalités radio sans expérience. King prit l'autobus jusqu'à Miami.
Après avoir essuyé plusieurs refus, et avoir fait preuve de persistance, il obtint son premier travail en radio. Le gérant d'une petit station, WAHR (maintenant WMBM) à Miami Beach, l'engagea pour effectuer des tâches très diverses et de moindre importance. Lorsque l'un de leurs animateurs les quitta, ils mirent Larry King à l'antenne. Sa première émission fut diffusée le 1er mai 1957, lorsqu'il travaillait en tant que disc jockey de 9 h à midi. Il fit aussi deux bulletins d'informations de milieu de journée ainsi qu'une émission sportive. Il était alors payé 55 $ par semaine (soit l'équivalent de 536,05 dollars en janvier 2021).
Lorsque le directeur général Martial Cemen lui annonce que son nom Zeiger est trop ethnique et difficile à retenir, il adopte le surnom de « Larry King » qu'il trouve en écoutant la publicité de la King's Wholesale Liquor (« Liqueur du Roi Wholesale »), diffusée sur le journal Miami Herald[Quoi ?] quelques minutes avant qu'il ne soit à l'antenne. Il commence les interviews dans une émission de mi-matinée sur WIOD, au restaurant de Pumperkin à Miami Beach. Il interroge quiconque pénètre dans le restaurant. Sa toute première interview est celle d'un serveur de ce restaurant. Deux jours plus tard, le chanteur Bobby Darin, à Miami pour un concert, entre au Pumperkin ce qui le fait passer dans l'émission de King. Ainsi, Bobby Darin devient la première célébrité à être interviewée par Larry King.
Son émission de radio à Miami fait déjà de lui une vedette locale. Quelques années plus tard, en mai 1960, il commence sa première émission télévisée, Miami Undercover (« Le clandestin de Miami »), émission diffusée le samedi soir à 23 h 30 sur la chaîne WPST-TV (maintenant WPLG). Durant cette émission, il dirige des débats à propos d'importants problèmes d'actualité. Selon King, son succès est dû au comédien Jackie Gleason qui enregistrait son émission nationale à Miami Beach en même temps que la sienne, lui apportant ainsi un important soutien et l'attention du public. « Cette émission a vraiment marché parce que Gleason était à Miami » a déclaré King lors de l'interview qu'il donna en 1966 lors de son entrée au « Broadcasters' Hall of Fame ». « Il faisait son émission et restait avec moi pendant toute la nuit. Il restait jusqu'à 5 heures du matin. Il n'aimait pas le plateau, alors il le casa dans le bureau du directeur général et le changea. Gleason a changé mon plateau, il a changé mes lumières, il est devenu mon mentor. ». Jackie Gleason a aussi aidé Larry King à obtenir la très convoitée interview de Frank Sinatra.

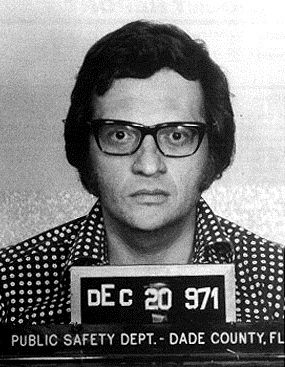
Photographie d’identité judiciaire (mug shot) de Larry King quand il est arrêté en 1971.

À cette époque, WIOD donne à Larry King plusieurs rôles tels que consultant sportif pour l'équipe de la National Football League, les Dolphins de Miami, durant les saisons 1970 et début de 1971. Malheureusement, il perd son emploi de commentateur sportif sur la chaîne de télévision WTVJ et d'animateur de radio de nuit sur la WIOD le 20 décembre 1971, lorsqu'il est arrêté après avoir été accusé de vol qualifié par un ancien collègue. D'autres membres de la chaîne doivent couvrir la diffusion du Super Bowl VI et l'écrasante défaite des Dolphins contre l'équipe de Dallas avec un score de 24 à 3 le 16 janvier 1972. L’animateur perd aussi sa colonne hebdomadaire sur le Miami Beach Sun. Il est innocenté le 10 mars 1972 et passe les sept années suivantes à relancer sa carrière en faisant plusieurs petits emplois, parmi lesquels commentateur sportif des Streamer de Shreveport de la World Football League en Louisiane durant la saison 1974-1975.
Pendant plusieurs années, il anime un talk-show sur le sport appelé Sports-a-la-King qui répondait aux questions des téléspectateurs et accueillait des sportifs pour les interviewer.
King retourne à la radio lorsqu'il devient le commentateur de l'équipe des Streamers de Shreveport sur KWKH. Plus tard, il est réembauché par la WIOD à Miami.

#### Radio nationale
En 1978, Larry King commence sa carrière nationale en héritant du talk-show nocturne sur Mutual Broadcasting System, diffusé de la côte est à la côte ouest, présenté auparavant par Long John Nebel, et développé par Herb Jepko. Une des raisons pour lesquelles King obtint cette émission était qu'il animait une émission de radio sur WGMA-AM à Hollywood, une chaîne appartenant à C. Edward Little. Little est plus tard devenu le président de Mutual et a embauché King lorsque Nebel est décédé.
Son émission était diffusée en direct du lundi au vendredi de minuit à 5 h 30 (UTC-8). King interviewait un invité pendant les 90 premières minutes, puis l'interview continuait pendant encore 90 minutes avec des questions posées par les auditeurs. À 3 h, il demandait aux auditeurs de l'appeler pour parler avec lui de n'importe quel sujet, jusqu'à la fin du programme. Cette partie de l'émission était appelée « Open Phone America » (« L'Amérique au téléphone »). Certains des auditeurs réguliers utilisaient des pseudonymes tels que : « Le Rieur de Portland », « L'Abandonné de Miami », « Todd Cruz »,[citation nécessaire] « Le Chercheur de Scandale », « M. Radio » ou encore « L'Eau Est Chaude ». L'auditeur « M. Radio » a appelé King plus de 200 fois durant l’Open Phone America. L'émission était un succès. Elle commença avec très peu d'intervenants réguliers et à la fin, en 1994, il y en avait plus de 500.[citation nécessaire]
Pour sa dernière année, l'émission fut déplacée dans la tranche 15 h-18 h, se retrouvant en concurrence frontale avec d'autres émissions de radios établies de longue date. Malheureusement, les audiences ne suivirent pas, et King dut l'abandonner. Finalement, cette émission fut donnée à David Brenner et on proposa aux fidèles de King de l'écouter, ou plutôt de le regarder, dans son nouveau programme télévisé diffusé en soirée sur la CNN.

#### CNN

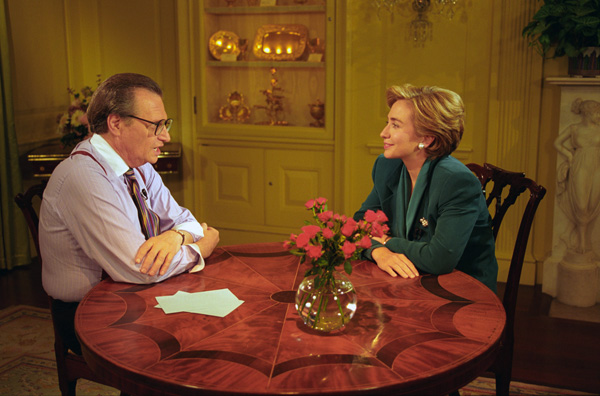
Larry King avec Hillary Clinton en 1993.

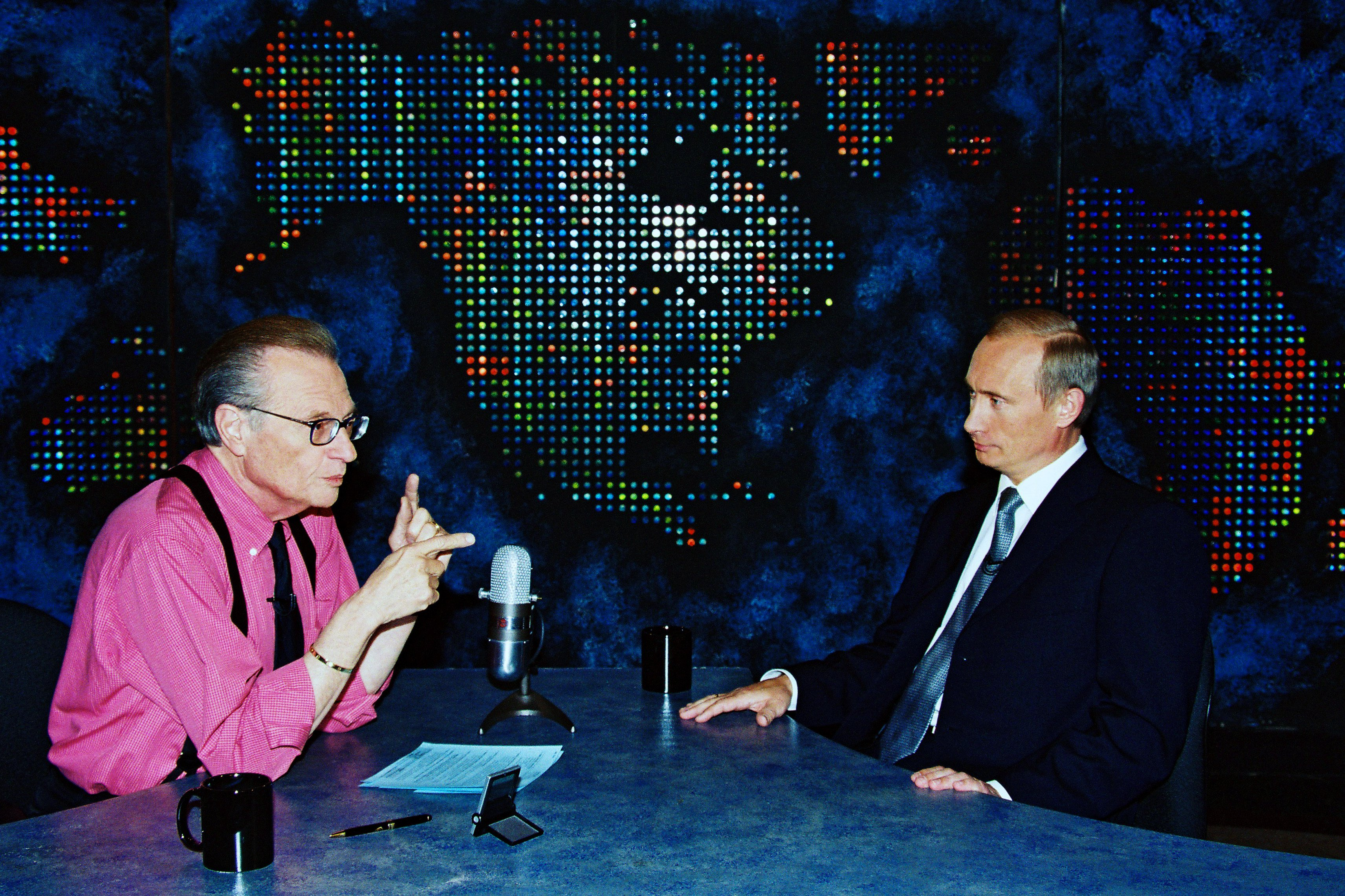
Larry King en train d'interviewer Vladimir Poutine en 2000.

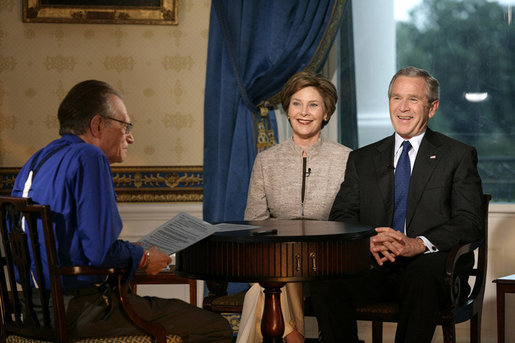
Larry King interviewant le president George W. Bush et son épouse Laura en 2006.

En juin 1985, Larry King commence son émission Larry King Live sur l'antenne de CNN, interviewant un large panel d'invités, allant de personnalités très controversées sur les théories de conspiration relatives aux OVNI, aux personnalités politiques importantes en passant par les dirigeants de l'industrie du divertissement et les sujets psi. En général, pour la plupart de ses invités, mis à part les célébrités, il s'agissait de leur toute première interview diffusée sur une grande chaîne à une heure de grande écoute.
À l'instar de nombreux interviewers, Larry King avait une approche directe et impartiale. Ses interviews sont souvent franches et non dénuées d'un certain humour et d'une certaine irrévérence. Cette approche lui a permis d'attirer des invités qui ne voulaient pas passer dans d'autres émissions[réf. nécessaire]. King, qui est connu pour ne quasiment jamais préparer ses interviews, se vantait de ne jamais lire de livres avant que les auteurs n'apparaissent dans son programme. Dans une émission consacrée aux Beatles, King a demandé à la veuve de George Harrison ce qu'elle savait à propos de la chanson Something, que George Harrison avait écrite pour sa première femme. Cet exemple est une preuve typique de l'irrévérence et de l'humour caustique dont faisait preuve Larry King lors de ses interviews.
Tout au long de sa carrière, Larry King a interviewé de nombreuses figures politique. Sa biographie en ligne sur CNN déclare qu'il a conduit plus de 40 000 interviews.
Il a aussi tenu une colonne régulière dans le quotidien USA Today pendant une vingtaine d'années, de 1982, pratiquement à la création du journal, jusqu'en septembre 2001,. Ses articles ont été réédités sous forme de blog en novembre 2008 puis sur Twitter en avril 2009.

#### Départ de CNN
Le 29 juin 2009, Larry King a annoncé qu'après 25 ans, il allait arrêter son émission nocturne Larry King Live. Cependant, il déclara qu'il continuerait d'animer des émissions spéciales sur CNN. Cette annonce a ravivé les spéculations concernant les intentions de CNN de remplacer King par Piers Morgan, un journaliste et animateur anglais, notamment jury des émissions America's Got Talent et Britain's Got Talent : les équivalents anglais et américains de La France a un incroyable talent.
Le 8 septembre 2010, CNN a confirmé que Piers Morgan allait tenir une émission à la même heure que celle de King, 21 h, à partir de janvier 2011. L'ultime émission de Larry King a lieu le 16 décembre 2010,.

#### Russia Today
Le 29 mai 2013, la chaîne Russia Today annonce que Larry King reprend du service sur cette chaîne et y présentera un show hebdomadaire en anglais, intitulé Politics With Larry King.

### Problèmes de santé et mort

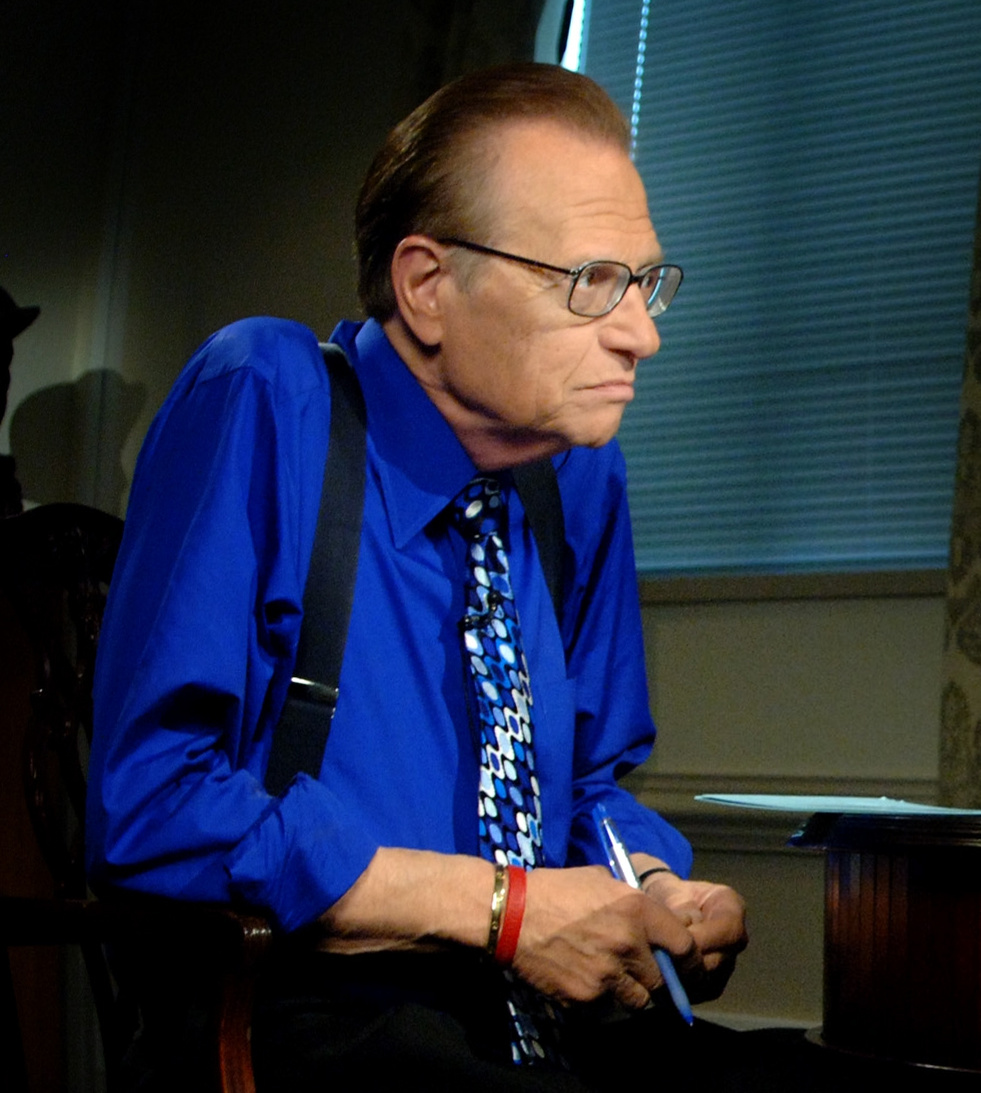
Larry King en 2006.

Le 24 février 1987, Larry King est victime d'une infarctus du myocarde et subit par la suite un quintuple pontage coronarien. Il écrit deux livres à propos de la vie après une attaque cardiaque : Mr. King, You're Having a Heart Attack: How a Heart Attack and Bypass Surgery Changed My Life  (ISBN 0-440-50039-7) (1989) avec l'éditeur d'un quotidien scientifique new-yorkais, et the Nation's #1 Killer and How You Can, Too  (ISBN 1-57954-820-2) qui fait intervenir plusieurs célébrités ayant subi une maladie cardiovasculaire comme Peggy Fleming ou Regis Philbin.
En juillet 2009, invité sur le plateau de l'émission de Conan O'Brien, le Tonight Show, Larry King déclare qu'il souhaite être conservé par cryogénisation après sa mort, comme il l'avait révélé dans son livre My Remarkable Journey (« Mon remarquable voyage »)  (ISBN 1602860866).
Le 12 février 2010, il révèle qu'il a subi une intervention chirurgicale cinq semaines plus tôt pour lui implanter des stents dans son artère coronaire. Durant son émission Larry King Live où il discutait de l'opération similaire de Bill Clinton, il déclara se « sentir en pleine forme » car lui n'était resté qu'un seul jour à l'hôpital.[citation nécessaire]
Fin décembre 2020, il contracte la Covid-19. Il est hospitalisé à Los Angeles au centre médical Cedars-Sinaï. Il meurt le 23 janvier 2021.

## Filmographie

### Cinéma
- 1984 : SOS Fantômes : lui-même
- 1985 : Lost in America : lui-même (voix)
- 1989 : Eddie and the Cruisers II: Eddie Lives! : l'animateur de télévision
- 1990 : L'Exorciste, la suite de William Peter Blatty : lui-même
- 1993 : Les Quatre Dinosaures et le Cirque magique : lui-même (voix)
- 1993 :  Président d'un jour : lui-même (voix)
- 1995 : Open Season : lui-même
- 1996 : Au revoir à jamais de Renny Harlin : lui-même
- 1997 : Contact de Robert Zemeckis : lui-même
- 1997 : Mad City : lui-même
- 1998 : Le Chacal : lui-même
- 1998 : Primary Colors : lui-même
- 1998 : Bulworth de Warren Beatty : lui-même
- 1998 : Ennemi d'État de Tony Scott : lui-même
- 2000 : Sale Môme : lui-même
- 2000 : Manipulations : lui-même
- 2001 : Couple de stars : lui-même
- 2002 : John Q : lui-même
- 2004 : Et l'homme créa la femme : lui-même
- 2004 : Shrek 2 : Doris (voix)
- 2004 : Far Far Away Idol : Doris (voix)
- 2007 : Shrek le troisième : Doris (voix)
- 2007 : Bee Movie : Drôle d'abeille : l'abeille Larry King (voix)
- 2007 : Sea Tales
- 2010 : All Kids Count : le chauffeur
- 2010 : Shrek 4 : Il était une fin : Doris (voix)
- 2017 : American Satan : lui-même

### Télévision
- 1961 (1 épisode) : Miami Undercover : Sam l'endormi
- 1990-1996 : Murphy Brown (2 épisodes) : lui-même
- 1991-1994 : Les Simpson (épisodes « Un poisson nommé Fugu » et « Le maire est amer ») : lui-même (voix)
- 1996 : Les Muppets (1 épisode) : lui-même
- 1996 : Murder One (1 épisode) : lui-même
- 1997 : Spin City (1 épisode) : lui-même
- 1997 : Frasier (1 épisode) : lui-même
- 1997-2002 : Arliss (2 épisodes) : lui-même
- 2002 : Tout le monde aime Raymond (1 épisode) : lui-même
- 2002 : Arthur (1 épisode) : lui-même (voix)
- 2004 : Clubhouse (1 épisode) : Tom Bettelheim
- 2004 : Fahrenheit 9/11 : lui-même
- 2005 : Fat Actress (1 épisode) : lui-même
- 2005 : New York, cour de justice (1 épisode) : lui-même
- 2005 : 1, rue Sésame (1 épisode) : lui-même
- 2005 : Boston Justice (1 épisode) : lui-même
- 2006 : New York, section criminelle (1 épisode) : lui-même
- 2006 : Une merveilleuse journée : lui-même
- 2006 : Shark (1 épisode) : lui-même
- 2007 : The Closer : L.A. enquêtes prioritaires (1 épisode) : lui-même
- 2008 : Ugly Betty (1 épisode) : lui-même
- 2009 : 30 Rock (1 épisode) : lui-même
- 2012 : WWE Raw (08/10/2012) : lui-même

## Œuvres caritatives
À la suite de ses attaques cardiaques, Larry King crée la « Larry King Cardiac Foundation », une organisation à laquelle David Letterman, à travers son American Foundation for Courtesy and Grooming, a aussi participé. Larry King donne un million de dollars à l'école des médias et des affaires publiques de l'Université George-Washington pour les étudiants venant de milieux défavorisés.
Le 3 septembre 2005, Larry King anime une émission spéciale de trois heures, How You Can Help (« Comment vous pouvez aider »), qui est une sorte de forum pour que les téléspectateurs comprennent et rejoignent la cause de King. Cette émission suit juste la destruction de la Côte du Golfe par l'ouragan Katrina. Son invité Richard Simmons, originaire de La Nouvelle-Orléans, lui déclare « Larry, tu ne peux pas imaginer combien d'argent tu as récolté ce soir. Lorsque nous reconstruirons La Nouvelle-Orléans, nous ne manquerons pas de te rendre hommage. ».
Le 18 janvier 2010, Larry King anime l'émission Haiti: How You Can Help (« Haïti : Comment vous pouvez aider »), cette émission spéciale de deux heures a servi à montrer aux téléspectateurs comment prendre part l'aide mondiale concernant le tremblement de terre d'Haïti.
Larry King est également membre du bureau des directeurs de la « Ligue athlétique de Police de New York », une association à but non lucratif qui aide à la réintégration des jeunes new-yorkais.
Le 30 juin 2010, il anime le trentième téléthon To Life, à Los Angeles.

## Controverse et engagement
Le 10 septembre 1990, alors qu'il est invité du Joan Rivers Show, Rivers demande à Larry King quelle candidate à l'élection de Miss America était « la plus moche ». King répondit : « Miss Pennsylvanie. Elle était l'une des dix finalistes et a fait un superbe numéro de ventriloquie […] La marionnette était plus belle ». Larry King était membre du jury lors de l'élection du 8 septembre 1990. Plus tard il envoie à Miss Pennsylvanie, Marla Wynne, une douzaine de roses ainsi qu'un télégramme d'excuses pour avoir dit qu'elle était la plus moche des candidates à l'élection de cette année.
En 1997, il est l'une des 34 célébrités à signer une lettre ouverte destinée au chancelier allemand Helmut Kohl, publiée dans un article de l’International Herald Tribune pour protester contre le traitement des scientologues en Allemagne, en comparant ceci à l'oppression des Nazis envers les Juifs dans les années 1930. Parmi les autres signataires, figurait les acteurs Dustin Hoffman ou encore Goldie Hawn.